# Enrico Castiglione
Enrico Castiglione (Roma, 7 giugno 1969) è un regista, scenografo e direttore artistico italiano.

## Biografia
Enrico Castiglione nasce a Roma il 7 giugno 1969 da Isabella Reale e Luigi Castiglione, proprietario della casa editrice Edizioni Logos.
Trova il suo primo lavoro nella casa editrice padre come correttore di bozze.
La RAI lo invita a inventare un programma settimanale dedicato alla musica, Maestrissimo. Crea poi il format televisivo Happy Christmas from...: la prima edizione è Happy Christmas from...Rome. Come regista teatrale realizza Mass: A Theatre Piece for dancers, singers and players. Nell'estate del 2001 fonda il Festival Euro Mediterraneo e per il 50º anniversario dalla firma dei Trattati di Roma realizza la regia del Concerto Ufficiale.
Fonda a Catania il Bellini Festival, manifestazione ufficiale dedicata a Vincenzo Bellini.
Il 2023 è l'anno in cui ha completato la messa in scena della Trilogia popolare (Rigoletto, La Traviata, Il Trovatore) di Giuseppe Verdi.

## Teatro
- 1997/1992: Grandi Solisti in Concerto: José Carreras, Leo Nucci, Renata Scotto, Teatro Parioli, Roma, Italia, Telemontecarlo.
- 1997: Maria Callas Memorial, Teatro Romano di Ostia Antica, RAI 2[8].
- 1998: Happy Christmas from... Rome, Basilica di S. Maria degli Angeli, Roma.
- 2000: Leonard Bernstein, Mass, Città del Vaticano[9].
- 2000: Giacomo Puccini, Tosca, Arena della Vittoria, Bari.
- 2001: Gala Centenario Verdi, Verdi Sacro, Basilica di S. Paolo fuori le Mura.
- 2001: Montserrat Caballé Gala, Teatro Romano di Ostia Antica, Roma.
- 2001: Verdi Opera Gala, Grandi Terme di Villa Adriana, Tivoli.
- 2002: A Mozart Gala, Grandi Terme di Villa Adriana, Tivoli, RAI 2.
- 2002: Puccini Opera Gala, Grandi Terme di Villa Adriana, Tivoli, RAI 2.

## Filmografia
- 1999: Concerto per la Pace, Basilica dell'Ara Coeli, Roma. RAI 3.
- 1999: Christmas Concert, Duomo, Milano, Telemontecarlo.
- 2009: Bellini Opera Gala, Teatro Massimo Bellini, Catania, Italia, RAI 1[10].

## Direttore Artistico e cariche istituzionali
- Direttore artistico della stagione concertistica Grandi Solisti in Concerto, Teatro Parioli, Roma, Italia, dal 1992 al 1997.
- Direttore artistico del Festival di Pasqua, Roma, Italia e Città del Vaticano, dal 1998 al 2003[11].
- Direttore artistico de I Concerti del Giubileo, 2000, Roma, Italia e Città del Vaticano.
- Direttore artistico del Festival Euro Mediterraneo, Villa Adriana, Tivoli, Italia, dal 2001 al 2007[12].
- Consulente del Presidente del Parlamento Europeo per la scelta delle città capitali della Cultura, fino al 2004.
- Direttore artistico della sezione Musica & Danza di Taormina Arte, Taormina, Italia, dal 2007 al 2015[13].
- Direttore artistico del Bellini Festival, Catania, Italia, dal 2009 in carica[14].
- Presidente del Premio internazionale Una Vita per la Musica.

## Conduzione e/o ideazione di programmi televisivi musicali
- 1992-1997: ospite fisso del Maurizio Costanzo Show quale direttore artistico della stagione concertistica «Grandi Solisti in Concerto». Canale 5.
- 1993-1997: I Concerti di Telemontecarlo. TMC.
- 1996: Maestrissimo. RAI Uno.
- 1998-2000: Amami Alfredo. RAI Due.
- 2001: L'Anima della Lirica. RAI Uno
- 2002: Cantata per l'Anima. RAI Due
- 2003: Casta Diva. In onda su RAI Due.
- 2003: Vissi d'arte. In onda su RAI Due.

## Opere
- Karajan H. von, Castiglione E. (a cura di), La mia vita, Pantheon, 1994, 176 pp, 9788874340019.
- Rossini G., Castiglione E. (a cura di), Lettere, Logos, 1992, 327 pp, 9788874340040.
- Mozart W. A., Castiglione E. (a cura di), Epistolario, Logos, 1991, 384 pp, 9788874340026.
- Bernstein L., Castiglione E., Una Vita per la Musica. Conversazioni, Logos, 1989, 256 pp, 9788874340002.